# El Zapote, San José Iturbide
El Zapote är en ort i Mexiko.   Den ligger i kommunen San José Iturbide och delstaten Guanajuato, i den centrala delen av landet, 210 km nordväst om huvudstaden Mexico City. El Zapote ligger 2 206 meter över havet och antalet invånare är 664.
Terrängen runt El Zapote är huvudsakligen kuperad, men åt nordväst är den platt. Terrängen runt El Zapote sluttar norrut. Runt El Zapote är det ganska tätbefolkat, med 62 invånare per kvadratkilometer. Närmaste större samhälle är San José Iturbide, 8,6 km väster om El Zapote. I omgivningarna runt El Zapote växer huvudsakligen savannskog.